# Євлак
Євлак (перс. يولاق) — село в Ірані, у дегестані Нур-Алі-Бейк, у Центральному бахші, шагрестані Саве остану Марказі. За даними перепису 2006 року, його населення становило 40 осіб, що проживали у складі 14 сімей.

## Клімат
Середня річна температура становить 13,45 °C, середня максимальна – 31,78 °C, а середня мінімальна – -7,58 °C. Середня річна кількість опадів – 233 мм.
| Клімат поселення                              | Клімат поселення | Клімат поселення | Клімат поселення | Клімат поселення | Клімат поселення | Клімат поселення | Клімат поселення | Клімат поселення | Клімат поселення | Клімат поселення | Клімат поселення | Клімат поселення | Клімат поселення |
| Показник                                      | Січ.             | Лют.             | Бер.             | Квіт.            | Трав.            | Черв.            | Лип.             | Серп.            | Вер.             | Жовт.            | Лист.            | Груд.            |                  |
| Середній максимум, °C                         | 8,37             | 9,89             | 14,53            | 20,79            | 25,51            | 30,45            | 31,78            | 30,76            | 27,11            | 21,34            | 15,00            | 8,80             |                  |
| Середня температура, °C                       | 0,39             | 1,89             | 6,55             | 12,82            | 17,54            | 22,48            | 25,94            | 24,93            | 21,26            | 15,50            | 9,17             | 2,96             |                  |
| Середній мінімум, °C                          | −7,58            | −6,08            | −1,43            | 4,85             | 9,56             | 14,51            | 20,10            | 19,08            | 15,42            | 9,66             | 3,31             | −2,87            |                  |
| Норма опадів, мм                              | 32               | 32               | 44               | 32               | 26               | 4                | 1                | 1                | 0                | 10               | 20               | 31               |                  |
| Середньомісячна швидкість вітру, м/с          | 1.54             | 1.98             | 2.81             | 3.00             | 2.76             | 2.56             | 2.59             | 2.46             | 2.25             | 2.19             | 1.85             | 1.34             |                  |
| Середньомісячна сонячна радіація, кДж/м²·день | 9017             | 12037            | 14552            | 18119            | 22062            | 26336            | 25922            | 23710            | 20243            | 14841            | 10784            | 8759             |                  |
| --------------------------------------------- | ---------------- | ---------------- | ---------------- | ---------------- | ---------------- | ---------------- | ---------------- | ---------------- | ---------------- | ---------------- | ---------------- | ---------------- | ---------------- |
| Джерело:                                      |                  |                  |                  |                  |                  |                  |                  |                  |                  |                  |                  |                  |                  |